# 朱志刚
朱志刚（1950年5月—），北京市人，曾任財政部副部長、第十一届全国人大常委会委员、全国人大财政经济委员会副主任委员、全国人大常委会预算工作委员会主任。2009年6月，因利用职务上的便利为他人谋取利益，收受巨额钱款；利用职务上的便利为其亲属经营活动谋取利益；违规低价购买和收受他人所送住房。被中共中央纪委开除党籍、开除公职处分；收缴其违纪所得；将其涉嫌犯罪问题移送司法机关依法处理。